# 泉州湾铁路大桥
泉州湾铁路大桥，工程名为福厦客运专线泉州湾特大桥，是甬廣高速鐵路福漳段跨越泉州湾的通道，在泉州湾大桥南侧与其并行，是国内首座高速铁路跨海大桥，也是世界首座采用免涂装（不涂油漆）耐候钢的跨海工程。2017年10月动工，2023年9月28日启用，大桥全长20.287公里，海上桥梁长8.96公里，主桥长800米，主跨400米，采用(70+130+400+130+70)米双塔双索面钢混结合梁半漂浮体系斜拉桥。建成后为目前世界上最大跨度的组合梁斜拉桥、首座设计速度达300公里每小时以上的跨海高铁大桥、世界第四长跨海铁路大桥。

## 历史
- 2017年10月23日，钢栈桥首根钢管桩施打完成，标志工程正式动工。[1]
- 2018年6月4日，首个承台施工，标志由地下桩基工程施工转变为地上工程施工。[14]
- 2018年6月29日，栈桥启动海上施工。[9][12]
- 2018年9月29日，主栈桥贯通。[12]
- 2018年11月18日，首个墩身封顶。[3][4]
- 2019年3月25日，主墩钢吊箱下放完成，转入水上施工。[13][11][2][5]
- 2019年6月12日，主墩承台完成浇筑。[15]
- 2019年7月15日，主墩首节塔柱完成浇筑。[16]
- 2019年8月15日，海上施工栈桥贯通。[17]